# 高身小鰾鮈
高身小鳔鮈（学名：Microphysogobio alticorpus），俗名車栓仔、高身棒花魚、高身鐮柄魚，为輻鰭魚綱鯉形目鲤科的其中一種。

## 分布
本魚僅分布于台湾南部、中部及西部的河川，為特有種。

## 深度
水深1至5公尺。

## 特徵
本魚體延長，略呈圓柱形，頭小，吻鈍短；口小下位，具一對短鬚，唇發達而具有許多小乳突，體被中大型圓鱗，側線明顯，體背具有許多小黑斑，體側有一條明顯黑色的縱紋，其下方具一銀色亮線，各鰭透明。

## 生態
本魚為初級淡水魚，棲息在礫石底質的河川中下游，性情羞怯，屬雜食性，平貼於河底，邊啃食附著藻類邊溯河而上。

## 經濟利用
可食用，適合油炸，另可做為觀賞魚。